# 橡子织纹螺
橡子织纹螺（学名：Nassarius glans），是新腹足目织纹螺科织纹螺属的一种。主要分布于印度尼西亚、中国，常栖息在低潮线以下。橡子织纹螺具有河鲀毒素。